# Lacinipolia lichenea
Lacinipolia lichenea är en fjärilsart som beskrevs av Max Wilhelm Karl Draudt 1924. Lacinipolia lichenea ingår i släktet Lacinipolia och familjen nattflyn. Inga underarter finns listade i Catalogue of Life.